# Bombardeo de Málaga de 1656
El bombardeo de Málaga de 1656 tuvo lugar el 21 de julio por parte de cinco fragatas inglesas en el marco de la Guerra anglo-española (1655-1660).
Las fragatas inglesas aparecieron a las seis de la mañana en la bahía de Málaga sin que el Marqués de Mondéjar, gobernador de la plaza, diera la alarma. A la una de la tarde las fragatas se aproximaron al puerto y atacaron una galera genovesa y otra sicilina que intentaron huir al percatarse de la presencia de los ingleses. La galera siciliana logró escapar tras perder a dos hombres y resultar su capitán herido. La genovesa fue alcanzada sin poder salir del puerto y ardió junto con las demás embarcaciones que allí se encontraban. 
Acto seguido, las fragatas comenzaron a cañonear a Málaga y sus baluartes durante cuatro horas, dañando gravemente a la catedral. Al notar escasa resistencia, los ingleses desembarcaron y consiguieron tirar al mar gran parte de las municiones de que disponía la ciudad. Hubo al menos 14 muertos y muchos heridos. Gran parte de la población huyó al campo.